# Powiat bóbrecki (Galicja)
Powiat bóbrecki – dawny powiat kraju koronnego Królestwo Galicji i Lodomerii, istniejący w latach 1867–1918.
Siedzibą c.k. starostwa była Bóbrka. Powierzchnia powiatu w 1879 roku wynosiła 9,9958 mil kw. (575,16 km²), a ludność 56 561 osób. Powiat liczył 94 osady, zorganizowane w 83 gminy katastralne.
Na terenie powiatu działały 2 sądy powiatowe – w Bóbrce i Chodorowie.
1 stycznia 1881 z powiatu bóbreckiego wyłączono Holeszów, Łapszyn i Uruskie, włączając je do powiatu żydaczowskiego.

## Starostowie powiatu
- Karol Sumper (1870)
- Walerian Bodakowski (1871)
- Leon Podwiński (od ok. 1871 do ok. 1875)[2][3][4][5]
- Mieczysław Marassé (do 1877)[6]
- Franciszek Dietrich (1877–1882)
- Karol Kuryłowicz (1890)
- Roman Żurowski (do 1912)[7]

## Komisarze rządowi
- Fryderyk Tschörch (1870-1882)
- Józef Stawski (1890)

### Lekarze
- Mieczysław Hirschler – m.in. w 1888[8], 1889[9], 1891, doktor medycyny[10]